# Scott S. Sheppard
Scott S. Sheppard (1976) è un astronomo statunitense.
È un astronomo del Dipartimento del Magnetismo Terrestre al Carnegie Institution of Washington.  Sin da quando era studente del corso di laurea all'Institute for Astronomy dell'University of Hawaii, è stato accreditato della scoperta di molti piccoli satelliti naturali di Giove, Saturno, Urano e Nettuno.
Gli è inoltre attribuita la scoperta del secondo satellite troiano di Nettuno, 385571 Otrera, come pure di altri oggetti della fascia di Kuiper, di asteroidi centauri e oggetti near Earth, nonché le comete periodiche C/2014 F3 Sheppard-Trujillo , P/2015 T5 Sheppard-Tholen, P/2018 V5 Trujillo-Sheppard , P/2021 R8 Sheppard  e 447P/Sheppard-Tholen . Con osservazioni crepuscolari ha inoltre scoperto gli asteroidi 2021 PH27 nel 2021 e 2022 AP7 nel 2022; il primo possiede il semiasse maggiore più piccolo e il periodo orbitale più breve tra tutti gli asteroidi conosciuti al luglio del 2022.
Tra i satelliti nella cui scoperta è stato coinvolto ci sono:
- Carpo (2003)
- Temisto (2000, prima scoperto da Charles Thomas Kowal nel 1975)
- Arpalice (2000)
- Prassidice (2000)
- Caldene (2000)
- Isonoe (2000)
- Erinome (2000)
- Taigete (2000)
- Calice (2000)
- Megaclite (2000)
- Euporia (2001)
- Ortosia (2001)
- Euante (2001)
- Tione (2001)
- Ermippe (2001)
- Giocasta (2000)
- Pasitea (2001)
- Aitne (2001)
- Cale (2001)
- Euridome (2001)
- Autonoe (2001)
- Sponde (2001)
- S/2007 S 2 (2007)
- S/2007 S 3 (2007)
- S/2011 J 1 (2011)
- S/2011 J 2 (2011)